# Juan Antonio Távara
Juan Antonio Távara Andrade (Piura, ?-Lima, 4 de agosto de 1852) abogado, magistrado y político peruano. Fue el primer presidente de la Cámara de Diputados del Perú (1829).

## Biografía
Hijo de Santiago Távara y Josefa Andrade. Hermano de Santiago Távara Andrade. Estudió en el Colegio Seminario San Carlos y San Marcelo, de Trujillo. Trasladado a Lima, estudió en el Real Convictorio de San Carlos y en la Universidad Mayor de San Marcos, donde se graduó de bachiller en Cánones en 1813. Su práctica forense la realizó en el estudio de Justo Figuerola. Se recibió de abogado ante la Real Audiencia de Lima.
Retornó a Piura,  donde participó en el pronunciamiento a favor de la independencia del 4 de enero de 1821. Dio un valioso aporte económico a favor del Ejército Libertador que se organizó en el norte del país, al igual que muchos hacendados y propietarios de la región. Fue elegido alcalde de segunda nominación (1823) y luego fiscal en Piura (1824). Pasó a Trujillo, donde fue asesor del departamento, juez y vocal de la Corte Superior (1825).
Como representante de la entonces provincia liberteña de Piura, fue uno de los sesenta y cinco diputados electos en 1825 por la Corte Suprema y convocados para aprobar la Constitución Vitalicia del dictador Simón Bolívar. Sin embargo, a pesar de que dicho congreso estuvo convocado, el mismo decidió no asumir ningún tipo de atribuciones y no llegó a entrar en funciones. Nuevamente fue elegido diputado por la provincia de Piura, esta vez ante el Congreso Constituyente de 1827, cuya secretaría ejerció. En 1829 volvió a ser elegido diputado por la aún provincia liberteña de Piura ante el Congreso Nacional que por primera vez adoptó la bicameralidad, de acuerdo a la Constitución de 1827. A Távara  le correspondió el honor de ser el primer presidente de la Cámara de Diputados del Perú, cargo que ejerció de agosto a diciembre de 1829.
Durante el receso parlamentario viajó a su ciudad natal.
Fue elegido consejero de Estado y en ese cargo falleció en Lima el 4 de agosto de 1852.